# Schachtebich
Schachtebich là một đô thị thuộc huyện Eichsfeld, Verwaltungsgemeinschaft Hanstein-Rusteberg, bang Thüringen. Schachtebich có diện tích 3,79 km², dân số thời điểm 31 tháng 12 năm 2006 là 269 người.